# Ievgueni Gindilis
Evgueni Gindilis (en cyrillique : Евгений Гиндилис) est un producteur de cinéma russe, né le 12 juin 1966 à Moscou.

## Biographie
Il sera membre du jury du festival Kinotavr 2018.

## Filmographie
- 1999 : Luna Papa de Bakhtiar Khudojnazarov - producteur associé
- 1999 : Est-Ouest de Régis Wargnier - producteur exécutif
- 2000 : 24 chasa d'Aleksandr Atanesyan - producteur
- 2008 : Mukha de Vladimir Kott - producteur
- 2011 : Gromozeka de Vladimir Kott - producteur
- 2014 : Duvbovskiy d'Aleksandr Vartanov et Kirill Mikhanovskiy - producteur
- 2017 : Un homme trop libre de Vera Krichevskaya et Mikhail Fishman - producteur

## Distinctions
- Festival international du film de Shanghai 2008 : meilleur film et meilleur long métrage pour Mukha
- Festival du cinéma russe à Honfleur 2011 : meilleur film pour Gromozeka